# Katarina Mazetti
Katarina Mazetti (Stoccolma, 29 aprile 1944 – Lund, 30 maggio 2025) è stata una scrittrice, giornalista e educatrice svedese, autrice di numerose opere di letteratura per bambini e ragazzi e del best seller internazionale Grabben i graven bredvid (in italiano: Il ragazzo nella tomba della porta accanto).

## Biografia
Katarina Mazetti nacque il 29 aprile 1949 a Stoccolma, ma crebbe a Karlskrona e visse successivamente a Lund dove studiò per laurearsi presso l'Università di Lund. Dopo la laurea lavorò per diversi anni come insegnante prima di diventare reporter e produttrice presso la Sveriges Radio, tra l'altro in programmi di orientamento femminista come Freja e Radio Ellen, nonché Ring P1.
Alla fine degli anni '80 iniziò a scrivere libri per bambini e da allora pubblicò numerosi libri di vari generi, tra cui il grande successo Grabben i graven bredvid (Il ragazzo nella tomba della porta accanto) da cui fu tratto un film nel 2002 dal regista Kjell Sundvall nonché rappresentato come spettacolo teatrale in diversi paesi e divenuto anche un musical in Svezia. Nel 2005 pubblicò un altro romanzo di successo dal titolo Familjegraven (in italiano: La tomba di famiglia). Molti dei suoi libri furono in seguito tradotti in molte lingue nonché in preparazione per diversi adattamenti cinematografici internazionali.

## Premi e riconoscimenti
Katarina Mazetti venne nominata per numerosi premi, come il Premio August e nel 1996 le fu assegnato il Premio Västerbottens-Kuriren. Nel 2007 ricevette una borsa di studio per scrittori dell'Accademia svedese e nel 2011 il Premio Piraten. Nel 2011 ricevette anche il premio culturale del comune di Karlskrona.